# فيليسيانو بينيا
فيليسيانو بينيا (بالإسبانية: Feliciano Peña)‏ هو نحات ورسام مكسيكي، ولد في 25 أبريل 1915 في ولاية غواناخواتو في المكسيك، وتوفي في 16 مايو 1982.